# Frida Brygmann
 Der er for få eller ingen kildehenvisninger i denne artikel, hvilket er et problem. Du kan hjælpe ved at angive troværdige kilder til de påstande, som fremføres i artiklen.

Frida Hilarius Brygmann (født 11. september 1991) er en dansk musiker og dramatiker. Hun er datter af tidligere kendis par Martin Brygmann og Line knutzon.  
I 2017 sang hun sammen med Burhan G titelsangen Tinka til julekalenderen Tinkas juleeventyr.
I 2020 udgav hun børnebogen Minimund, skrevet i samarbejde med Thomas Korsgaard.

## Baggrund
Hun er datter af skuespiller Martin Brygmann og dramatiker Line Knutzon.
Hun er kusine til Fernanda Rosa Brygmann Salomon, tidligere forsanger i bandet Blæst (band).